# Joseph Maria Olbrich

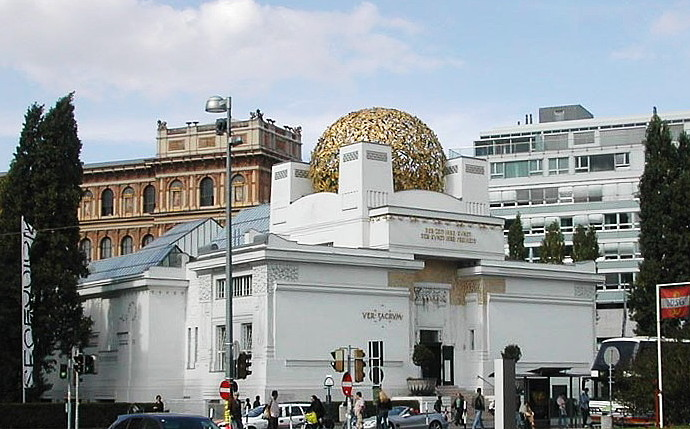
Pavilhão da Secessão de Viena.

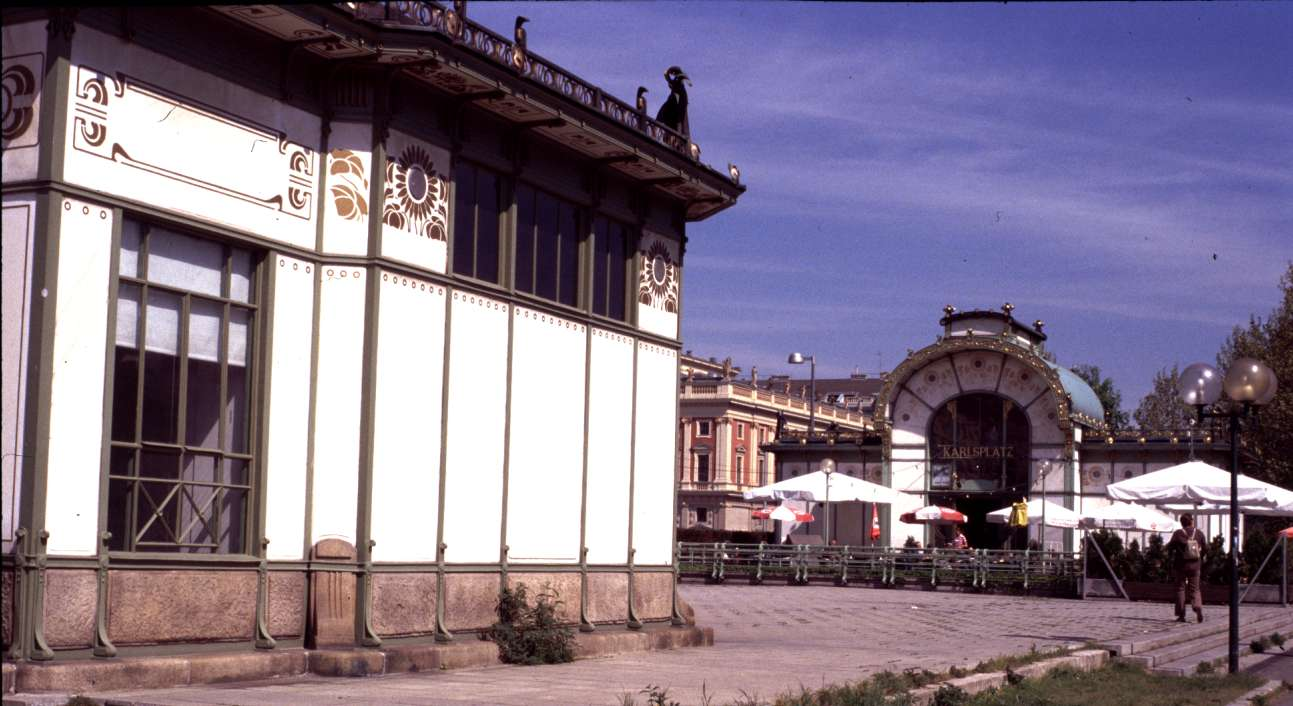
Ornamento por Olbrich.

Joseph Maria Olbrich (1867—1908) foi um arquiteto e desenhista industrial nascido em Opava, Império austro-húngaro.
Constituiu o movimento inconformista vienês, com Josef Hoffmann (1870-1956). No início deste modernismo apareceu Otto Wagner (1841-1918), pai desse movimento. Wagner viria a ter também um tipo de arquitetura que reagiria contra os historicismos, na qual se veria uma libertação dos tipos tradicionais da arquitetura. Embora tentasse impregnar a sua obra de racionalismo, continuaria dependendo do ornamental.
Em agosto de 2008 o correio austríaco emitiu um selo postal comemorando o 100° aniversário do seu falecimento, ilustrado com uma caixa de correio de madeira de bordo desenhada por Olbrich para a vila do empresário Max Friedmann em Hinterbrühl, e que se encontra desde a década de 1970 na Coleção Municipal de Arte (Städtische Kunstsammlung) de Darmstadt.